# Karcsúhangya

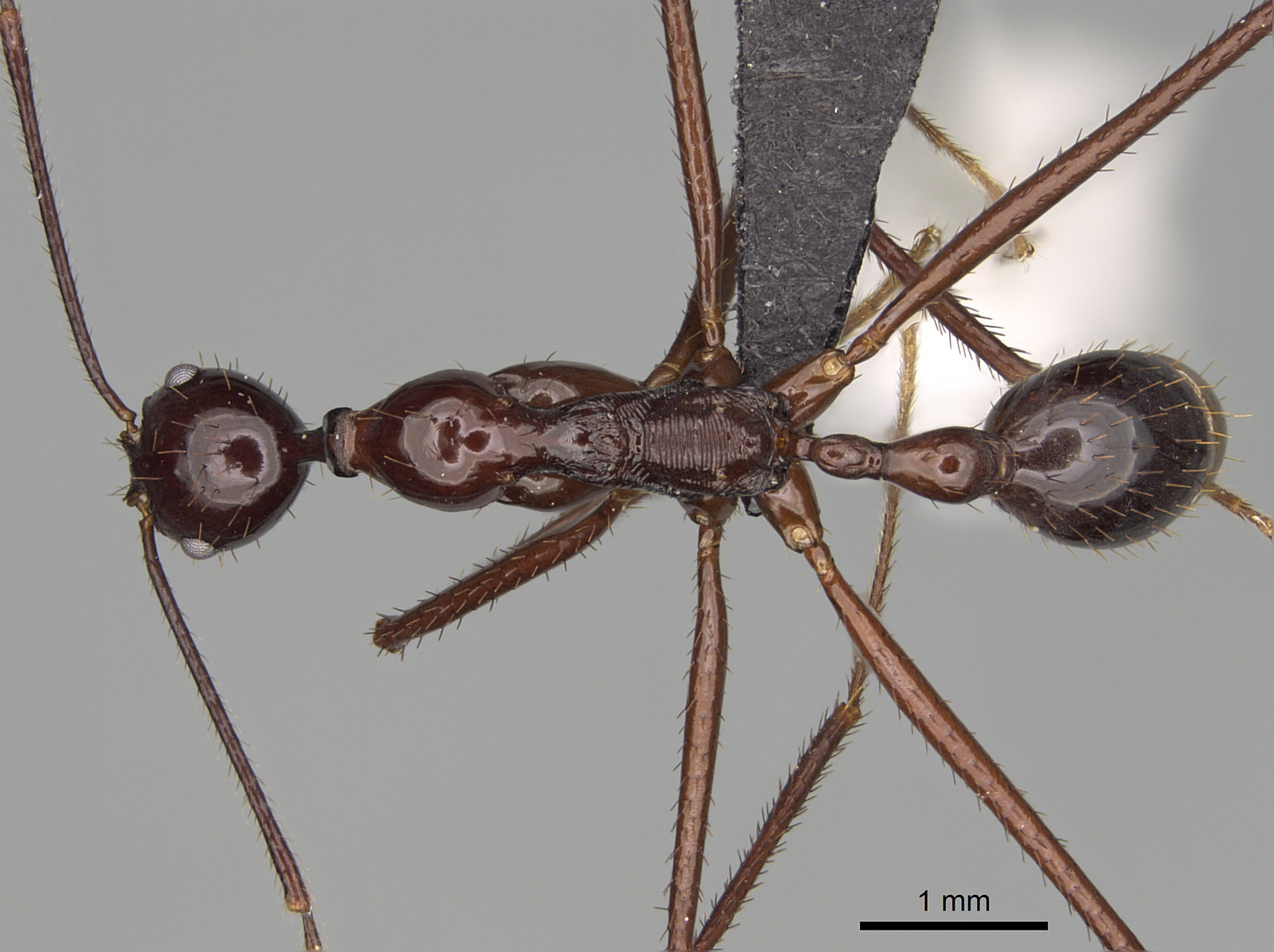
Aphaenogaster bressleri fölülnézetben

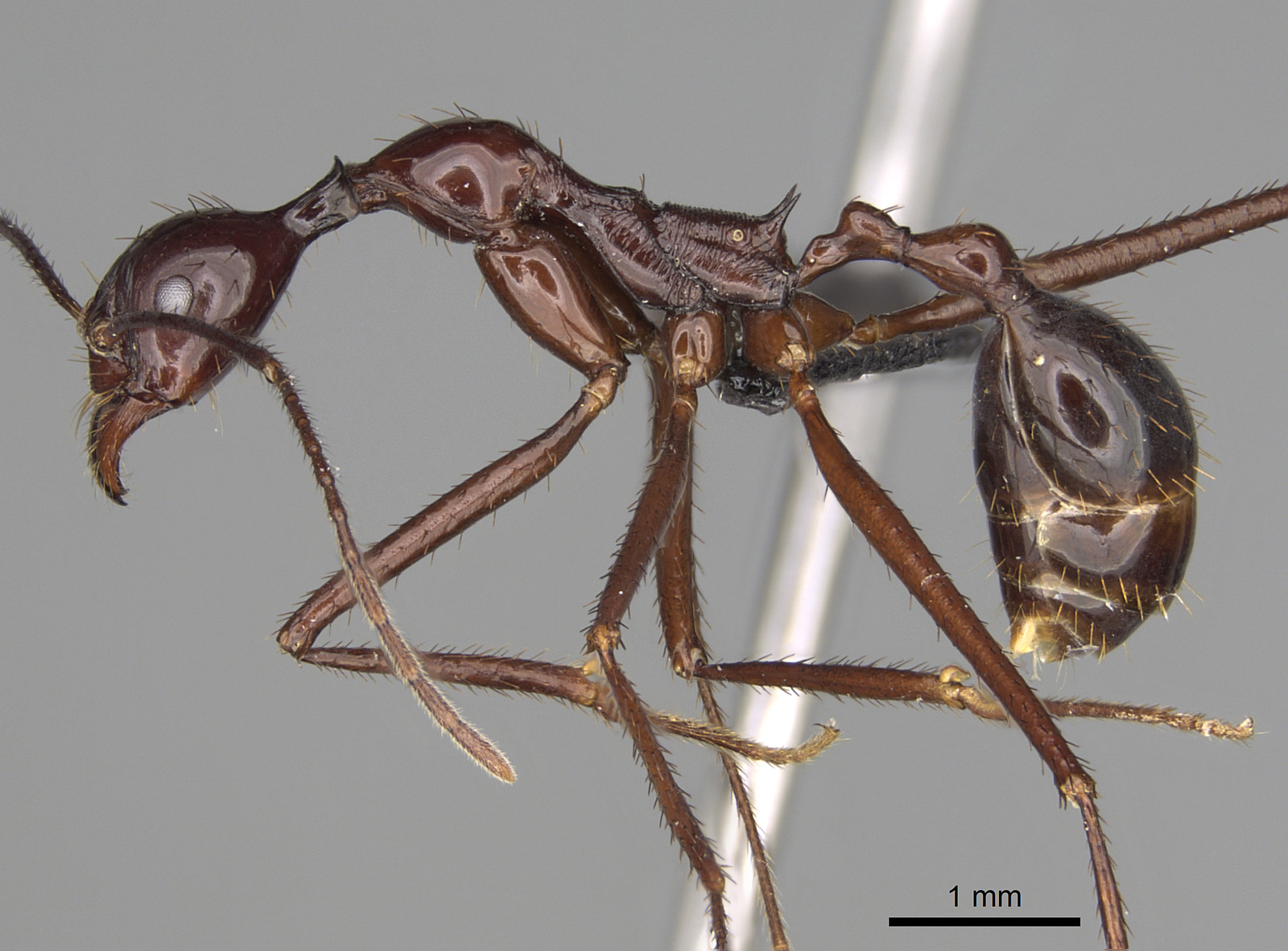
Aphaenogaster bressleri oldalnézetben

A  karcsúhangya (Aphaenogaster) a hártyásszárnyúak (Hymenoptera) rendjében a fullánkosdarázs-alkatúak (Apocrita) alrendjébe sorolt hangyák (Formicidae) között a bütyköshangyaformák (Myrmicinae) alcsalád Pheidolini nemzetségének  egyik neme a 2020-as években közel kétszáz recens és mintegy tucatnyi kihalt fajjal.

## Származása, elterjedése
Alapvetően kozmopolita, de elterjedésének súlypontja a mediterrán éghajlatú területekre esik. Dél-Amerikába és Afrikában a Szaharától délre nem jutott át (de Madagaszkárra igen).
Magyarországon a nem egyetlen faja honos:
- vörös karcsúhangya (Aphaenogaster subterranea).

A Mediterráneumban élnek az Aphaenogaster testaceopilosa fajcsoport fajai (például Aphaenogaster senilis).

## Megjelenése, felépítése
Lábaik hosszúak; törzsük karcsú.

## Életmódja, élőhelye
A Mediterráneumban élő fajok a rabszolgahangyákhoz (Formica (Serviformica) spp.) hasonlóan magányosan gyűjtögetnek — de nemcsak rovarokat és mézharmatot, hanem (főleg olajos) magvakat is. A forró felszínen majdnem úgy rohangálnak, mint a fürgehangya fajok (Cataglyphis spp.), de kolóniáik kisebbek azokéinál.

## Ismert fajok
- Aphaenogaster aktaci
- †Aphaenogaster amphioceanica
- Aphaenogaster angulata
- Aphaenogaster annandalei
- †Aphaenogaster antiqua
- Aphaenogaster aquia
- Aphaenogaster araneoides
- †Aphaenogaster archaica
- Aphaenogaster ashmeadi
- Aphaenogaster atlantis
- †Aphaenogaster avita
- Aphaenogaster balcanica
- Aphaenogaster balcanicoides
- Aphaenogaster baogong
- Aphaenogaster barbara
- Aphaenogaster barbigula
- Aphaenogaster baronii
- hosszúlábú karcsúhangya (Aphaenogaster beccarii)
- Aphaenogaster beesoni
- Aphaenogaster boulderensis
- Aphaenogaster burri
- Aphaenogaster caeciliae
- Aphaenogaster campana
- Aphaenogaster cardenai
- Aphaenogaster carolinensis
- Aphaenogaster cavernicola
- Aphaenogaster cecconii
- Aphaenogaster concolor
- Aphaenogaster cristata
- Aphaenogaster crocea
- Aphaenogaster curiosa
- Aphaenogaster dejeani
- Aphaenogaster depilis
- Aphaenogaster depressa
- Aphaenogaster dlusskyi
- Aphaenogaster donann
- †Aphaenogaster donisthorpei
- Aphaenogaster dromedaria
- ibériai karcsúhangya  (Aphaenogaster dulcineae)
- †Aphaenogaster dumetora
- Aphaenogaster edentula
- Aphaenogaster epirotes
- Aphaenogaster equestris
- Aphaenogaster erabu
- Aphaenogaster espadaleri
- Aphaenogaster exasperata
- Aphaenogaster fabulosa
- Aphaenogaster fallax
- Aphaenogaster famelica
- Aphaenogaster faureli
- Aphaenogaster feae
- Aphaenogaster fengbo
- Aphaenogaster festae
- Aphaenogaster finzii
- Aphaenogaster flemingi
- Aphaenogaster floridana
- Aphaenogaster foreli
- Aphaenogaster friederichsi
- Aphaenogaster fulva
- Aphaenogaster gamagumayaa
- Aphaenogaster geei
- Aphaenogaster gemella
- Aphaenogaster georgica
- Aphaenogaster gibbosa
- Aphaenogaster gonacantha
- Aphaenogaster gracillima
- Aphaenogaster graeca
- Aphaenogaster haarlovi
- Aphaenogaster hesperia
- Aphaenogaster holtzi
- Aphaenogaster honduriana
- Aphaenogaster huachucana
- Aphaenogaster hunanensis
- Aphaenogaster iberica
- Aphaenogaster illyrica
- Aphaenogaster incurviclypea
- Aphaenogaster inermita
- Aphaenogaster iranica
- Aphaenogaster irrigua
- Aphaenogaster isekram
- Aphaenogaster italica
- Aphaenogaster izuensis
- Aphaenogaster januschevi
- Aphaenogaster japonica
- Aphaenogaster jolantae
- Aphaenogaster karpathica
- Aphaenogaster kervillei
- Aphaenogaster kimberleyensis
- Aphaenogaster koniari
- Aphaenogaster kumejimana
- Aphaenogaster kurdica
- Aphaenogaster laevior
- Aphaenogaster lamellidens
- †Aphaenogaster lapidescens
- Aphaenogaster ledouxi
- Aphaenogaster lepida
- Aphaenogaster lesbica
- Aphaenogaster leveillei
- †Aphaenogaster longaeva
- ausztrál karcsúhangya (Aphaenogaster longiceps)
- Aphaenogaster loriai
- Aphaenogaster lustrans
- Aphaenogaster luteipes
- Aphaenogaster lykiaensis
- †Aphaenogaster maculata
- Aphaenogaster maculifrons
- †Aphaenogaster maculipes
- Aphaenogaster mariae
- Aphaenogaster mauritanica
- †Aphaenogaster mayri
- Aphaenogaster mediterrae
- Aphaenogaster megommata
- Aphaenogaster melitensis
- †Aphaenogaster mersa
- Aphaenogaster messoroides
- Aphaenogaster mexicana
- Aphaenogaster miamiana
- Aphaenogaster miniata
- Aphaenogaster minutula
- Aphaenogaster muelleriana
- Aphaenogaster mutica
- Aphaenogaster nadigi
- Aphaenogaster obsidiana
- Aphaenogaster occidentalis
- †Aphaenogaster oligocenica
- Aphaenogaster olympica
- Aphaenogaster omotoensis
- Aphaenogaster opposita
- Aphaenogaster osimensis
- Aphaenogaster ovaticeps
- Aphaenogaster pallescens
- Aphaenogaster pallida
- †Aphaenogaster paludosa
- †Aphaenogaster pannonica
- Aphaenogaster patruelis
- Aphaenogaster perplexa
- Aphaenogaster phalangium
- Aphaenogaster phillipsi
- Aphaenogaster picea
- Aphaenogaster picena
- Aphaenogaster polyodonta
- Aphaenogaster poultoni
- Aphaenogaster praedo
- Aphaenogaster praenoda
- †Aphaenogaster praerelicta
- Aphaenogaster projectens
- Aphaenogaster pumilopuncta
- Aphaenogaster punctaticeps
- Aphaenogaster pythia
- Aphaenogaster quadrispina
- Aphaenogaster radchenkoi
- Aphaenogaster reichelae
- Aphaenogaster relicta
- Aphaenogaster rhaphidiiceps
- Aphaenogaster rifensis
- Aphaenogaster rothneyi
- Aphaenogaster rudis
- Aphaenogaster rugosoferruginea
- Aphaenogaster rugulosa
- Aphaenogaster rupestris
- Aphaenogaster sagei
- Aphaenogaster saharensis
- Aphaenogaster sangiorgii
- Aphaenogaster sardoa
- Aphaenogaster schmidti
- Aphaenogaster schurri
- Aphaenogaster semipolita
- Aphaenogaster senilis
- †Aphaenogaster shanwangensis
- Aphaenogaster sicardi
- Aphaenogaster sicula
- Aphaenogaster simonellii
- Aphaenogaster smythiesii
- †Aphaenogaster sommerfeldti
- Aphaenogaster spinosa
- Aphaenogaster splendida
- Aphaenogaster sporadis
- Aphaenogaster striativentris
- Aphaenogaster strioloides
- Aphaenogaster subcostata
- Aphaenogaster subexaperata
- vörös karcsúhangya (Aphaenogaster subterranea)
- Aphaenogaster subterraneoides
- Aphaenogaster swammerdami
- Aphaenogaster syriaca
- Aphaenogaster takahashii
- Aphaenogaster tennesseensis
- Aphaenogaster testaceopilosa
- Aphaenogaster texana
- Aphaenogaster theryi
- Aphaenogaster tibetana
- Aphaenogaster tinauti
- Aphaenogaster tipuna
- Aphaenogaster tokarainsulana
- Aphaenogaster torossiani
- Aphaenogaster treatae
- Aphaenogaster turkestanica
- Aphaenogaster uinta
- Ujhelyi-karcsúhangya (Aphaenogaster ujhelyii)
- Aphaenogaster umphreyi
- Aphaenogaster wangtian
- Aphaenogaster wangye
- Aphaenogaster weigoldi
- Aphaenogaster weulersseae
- Aphaenogaster wilsoni
- Aphaenogaster xuantian